# 斯涅日納亞河
斯涅日納亞河是俄羅斯的河流，由伊爾庫茨克州和布里亚特共和国負責管轄，河道全長173公里，流域面積約3,020平方公里，發源自哈馬爾達班山脈，河水主要來自融雪和雨水，最終注入貝加爾湖。